# Lars Lerin

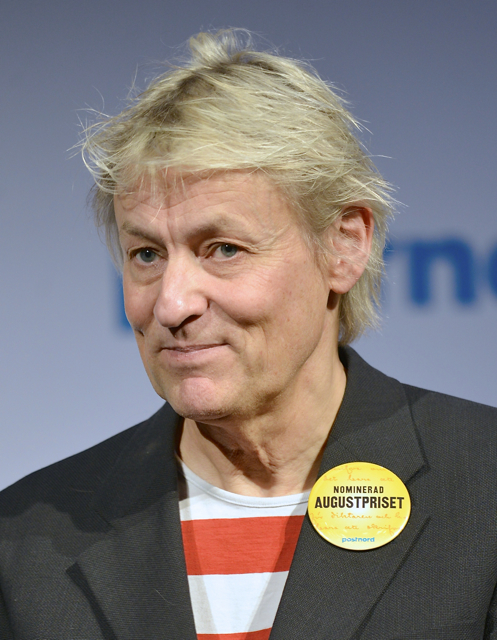
Lars Lerin (2014)

Lars Ivar Lerin (geboren am 2. April 1954 in Munkfors, Värmland, Schweden) ist ein schwedischer Maler, Sachbuchautor und Fernsehmoderator.

## Biografie
Lerin ist in Sunnemo, Gemeinde Hagfors, aufgewachsen, hier begann er auch mit dem Malen. Seine Eltern sind Gerd und Jonny Lerin, er hat eine Schwester, Agnes und einen Bruder, Simon Torsell, der ebenfalls Künstler ist. Der Vater war ein bekannter Bandy-Spieler. 1974 und 1975 besuchte Lerin die Schule für schöne Künste in Gerlesborg (Gerlesborgsskolan), von 1980 bis 1984 studierte er an der Kunsthochschule Valand.
Lerin lebte zeitweise in einem ehemaligen Schulhaus am Rande von Munkfors, auf den nord-norwegischen Lofoten sowie im Osten der Gemeinde Sunne. Seit einigen Jahren wohnt er in Hammarö in der Nähe von Karlstad.

## Wirken
Lerin gilt als einer der prominentesten Aquarellisten Skandinaviens. Sein Wirken umfasst außerdem unter anderem Ölgemälde, graphische Kunst, Photographien und Collagen, zu sehen sind oftmals Motive von seinen Reisen. Lerin hat in mehreren Ländern Europas sowie den USA ausgestellt. Das 2011 in Karlstad errichtete Museum Sandgrund widmet sich fast ausschließlich seinen Werken, ein Raum ist auch für Ausstellungen weiterer Künstler vorgesehen.
1983 erschien sein erstes Buch, Utpost . Es folgten mehr als 50 weitere Bücher, bei denen es sich überwiegend um persönliche Berichte über von ihm durchgeführte Reisen handelt.
Seit Anfang 2016 ist Lerin Moderator der preisgekrönten Talkshow Vänligen Lars Lerin, mit jeweils einem prominenten Gesprächspartner. In der Pilotfolge am 13. Januar 2016 war dies ABBA-Sängerin Anni-Frid Lyngstad, es folgten unter anderem Leif G. W. Persson und Mikael Persbrandt.

## Dokumentarfilm

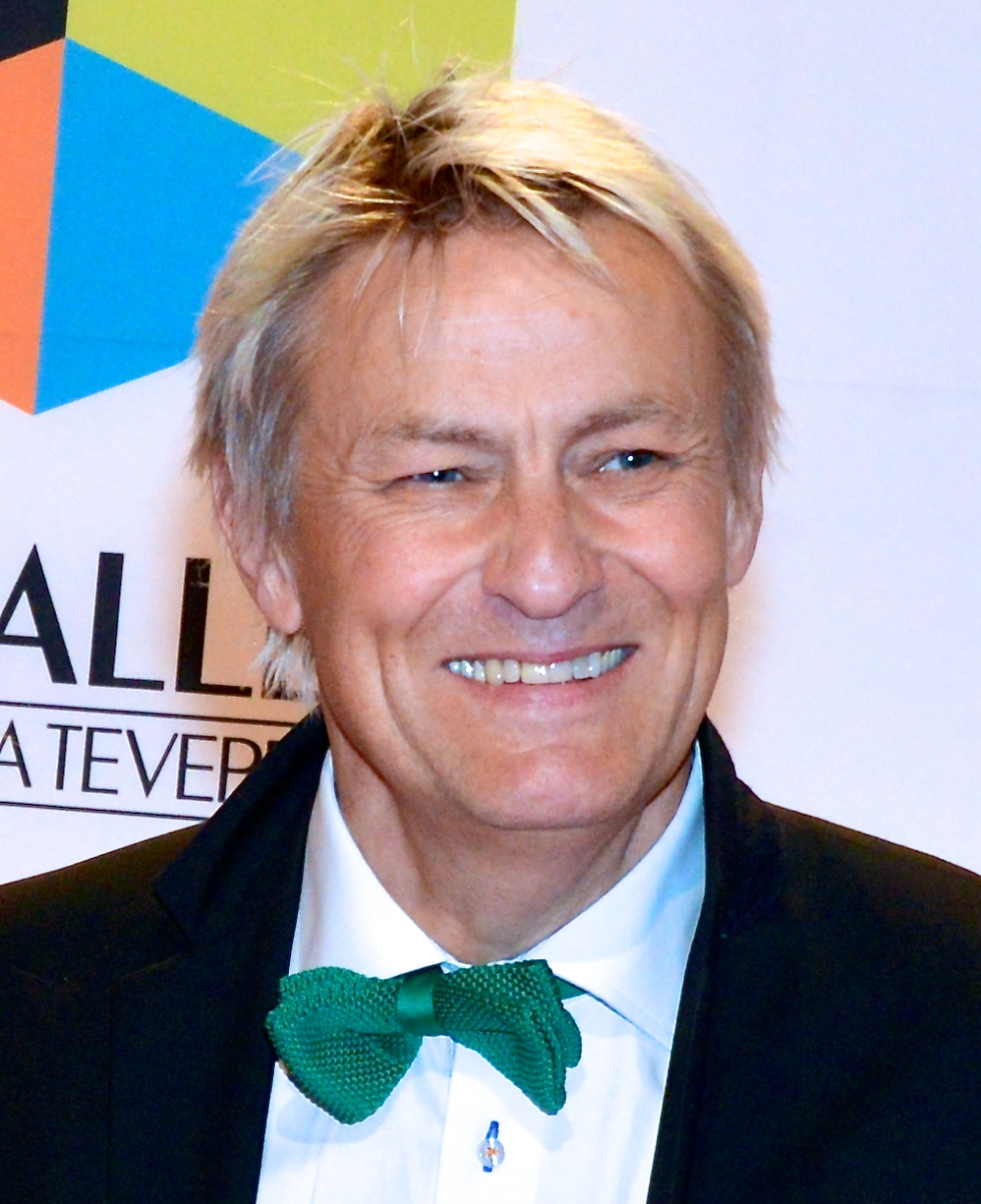
Lars Lerin (2013)

Lerin ist seit 2009 mit dem brasilianischen Tänzer Manoel Marques verheiratet. Die Entstehung dieser Beziehung wurde von der Regisseurin Sara Broos unter dem Titel För dig naken verfilmt. Hierfür erhielt sie 2012 auf dem Filmfestival Göteborg den Hauptpreis in der Kategorie Dokumentarfilm.

## Ehrungen und Auszeichnungen
- 2006: Autor des Jahres der Provinz Värmland[6]
- 2009: Ehrendoktor der Universität Karlstad[7]
- 2014: August-Preis, Kategorie Sachbuch, für Naturlära[8]
- 2016: Kristallen (in zwei Kategorien)[9]
- 2016: Litteris et Artibus[10]
- 2016 Fernsehpreis Ria für seine Talkshow Vänligen Lars Lerin[11]